# Psyche casta
Psyché lustrée
Espèce
Psyche casta, la Psyché lustrée, est une espèce de lépidoptères (papillons) de la famille des Psychidae.

## Description
L'envergure des mâles atteint 12 à 15 mm, les femelles aptères vivent dans un fourreau souvent fixé sur des tiges de poacées (graminées) et constitué de débris végétaux fixés par de la soie.

## Écologie
Les mâles volent de juin à août après le lever du jour à la recherche des femelles dont ils détectent les phéromones grâce à leurs antennes plumeuses. Les chenilles sont cachées dans un fourreau qu'elles agrandissent au fur et à mesure de leur croissance et qu'elles arriment sur des feuilles de végétaux divers (poacées surtout) ou des lichens.

## Systématique
Le nom valide complet (avec auteur) de ce taxon est Psyche casta (Pallas, 1767).
L'espèce a été initialement classée dans le genre Phalaena sous le protonyme Phalaena casta Pallas, 1767.
Ce taxon porte en français les noms vernaculaires ou normalisés suivants : Psyché lustrée,.
Psyche casta a pour synonymes :
- Fumaria muscea Haworth, 1810
- Fumaria nitida Haworth, 1811
- Fumea affinis Tutt, 1900
- Fumea bowerella Chapman, 1900
- Fumea casta (Pallas, 1767)
- Fumea crassiorella Tutt, 1900
- Fumea germanica Chapman, 1900
- Fumea intermediella Tutt, 1900
- Fumea minor Chapman, 1900
- Fumea scotica Chapman, 1900
- Fumea tubifer Kirby, 1892
- Masonia hibernicella Chapman, 1900
- Masonia hirsutella Petersen, 1900
- Masonia mitfordella Chapman, 1899
- Phalaena casta Pallas, 1767
- Phalaena nana Borkhausen, 1790
- Phalaena nitidella Hübner, 1792
- Phalaena tubifex Retzius, 1773
- Psyche carpini Schrank, 1802
- Psyche intermediella Bruand, 1850
- Psyche norvegica Schøyen
- Psyche roboricolella Bruand, 1845
- Tinea palearis Geoffroy, 1785